# 여가의 사회학
여가 사회학은 인간이 여가를 어떻게 보내는지에 대한 연구이다. 여가에는 스포츠, 관광, 게임 등 다양한 활동이 포함된다. 여가 사회학은 각각 일과 여가 관계의 다른 측면을 탐구하기 때문에 일의 사회학과 밀접한 관련이 있다. 이 분야의 최근 연구는 일과 여가 관계에서 벗어나 여가와 문화의 관계에 초점을 맞추고 있다.
여가에 대한 연구는 관찰할 수 있는 패턴인 소득, 직업, 교육과 같은 사회경제적 변수에 의해 쉽게 설명될 수 없다는 것을 알아냈다. 여가 활동의 유형은 개인의 상황(가족의 존재 또는 부족, 나이, 기타 요인)에 의해 실질적으로 영향을 받는다.
미국의 여가는 자기주도적인 세계관을 가지고 있으며, 그것을 만들고 그들의 삶을 결정하는 것은 개인의 몫이다. 당신의 부트스트랩의 모토에 의해 스스로를 끌어올리는 정치에서 동의가 있는지, 그것은 미국에서 여가시간이 권리인지 특권인지에 대한 문제가 된다. 지배적인 자본주의 사회에서 모든 사람이 여가를 가지는 것은 아니다. 미국은 막대한 소득 불평등을 안고 있으며 이로 인해 여가시간의 접근성이 떨어지게 된다. 보다 자본주의적 접근법과 사업 중심적인 정책을 고려할 때, 노조와 노동자의 권리의 축소는 현재 한동안 효력을 발휘하고 있다. 노조와 노동자의 권리를 보장하고 노동자들에게 더 많은 자유시간을 할당하려는 움직임들이 쏟아져 나왔다; 주 40시간 근무, 혜택, 협상력. 이것들은 마르크스주의가 미국의 개인주의적 사회 규범과 충돌하면서 발전한 변화 철학이었다. 교사 파업, 창고 노동자, 학생 노동자 등 미국 내에서의 행동과 조합의 상승이 있었다. 지금 보여지는 많은 것들이 과거에 일어났던 많은 일들을 반영하고 있다. 개인주의에 대한 표준적인 견해는 시간이 지나도 유지되지 않을 수도 있다.

## 이론
여가 사회학은 일의 사회학, 가족의 사회학, 교육 사회학과 같은 전통적인 사회학 하위 분야와 비교하여 상당히 최근의 사회학 하위 분야이다. 여가사회학은 20세기 후반에 대부분의 발전을 보았다. [{{{2}}}] 그때까지 여가는 종종 사회에서 상대적으로 중요하지 않은 사소한 특징으로 여겨져 왔다.  현재 여가는 특히 서구 사회에서 중요한 사회학적 탐구 가치가 있는 주요 분야로 인식되고 있다.
존 윌슨과 다른 사람들이 지적했듯이 여가를 정의하는 것은 어렵다. 예를 들어 시간의 불연속적인 부분이나 시간에 관계없이 경험의 질로서 그 정의는 많고 종종 서로 모순된다.  Joffre Dumazedier는 여가의 네 가지 뚜렷한 정의를 구별했으며, 넓은 범위에서 점차적으로 좁아진다. 가장 광범위한 첫번째는 여가를 직장에서도 발생할 수 있는 행동 스타일로 정의하고, 두 번째는 여가를 비근로 활동으로 정의한다. 세 번째는 가족 및 가정 의무를 추가로 제외한다. 그리고 마지막으로 가장 좁은 것은 여가를 자기 성취에 전념하는 활동으로 정의한다. Dumazedier의 네 가지 정의는 완전하지 않다.  양립할 수 없는 정의와 측정은 때때로 모순되는 연구 결과를 설명하는 주요 요인으로 간주된다.
일의 정의와 관련하여 해결되지 않은 질문이 있다. 특히 자원 봉사나 공부와 같은 무보수 노력이 일인지 여부이다. 휴무 시간은 여가에 전념하는 자유 시간뿐만 아니라 가사와 같은 특정 의무 활동에 전념하는 시간으로 구성되므로 자유 시간과 동일시해서는 안된다. 활동을 자유 시간과 전용 시간으로 나누는 것은 쉽지 않다. 예를 들어, 양치질은 일도 여가도 아니다. 학자들은 식사, 쇼핑, 자동차 수리, 종교 의식 참석 또는 샤워와 같은 활동의 분류가 다르다 (여러 개인이 이러한 활동을 여가로 분류 할 수도 있고 분류하지 않을 수도 있다).  일과 여가의 관계도 명확하지 않을 수 있다. 연구에 따르면 직장에서 습득 한 기술이 취미에 유용하고 (반대도 마찬가지) 일부 개인은 여가 활동을 사용하여 업무 경력을 발전시키는 것으로 나타났다.  사회 학자들은 여가 연구에 정치적 활동이나 영적 활동이 포함되어야 하는지에 대해서도 동의하지 않는다. 또한 경찰관이나 광부와 같은 일부 직업 공동체 에서는 동료가 근무 외 시간에 친구가 되어 유사한 업무 기반 여가 활동을 공유하는 것이 일반적이다.
여가의 정의와는 별도로 여가 사회 학자에게는 이론적 관심사에 대한 다른 질문이 있다. 예를 들어, 시간 예산 연구에서 주어진 시간 (예 : 1시간)이 발생시기 (하루, 주 또는 1년 이내)에 따라 다른 값을 가질 수 있다고 지적했으므로 결과를 정량화하기가 어렵다. 마지막으로, 사회 과학의 다른 많은 탐구 분야와 마찬가지로 여가 사회학 연구는 대부분의 인간에 걸쳐 여가에 대한 표준화된 데이터 수집이 거의 또는 전혀 없었기 때문에 비교 종단 연구에 대한 신뢰할 수 있는 데이터가 부족하다. 종단 연구의 부족은 지난 수십 년 동안 영국의 일반 가구 조사 (1971년 이후 진행)와 같은 반복적 인 국가 조사를 통해 해결되었다. 설문 조사 외에도 정성적 연구 방법에 초점을 맞춘 연구가 증가하고 있다 (인터뷰).
마르크스 여가 이론은 '자유의 영역'을 통해 논의되었다. 자본주의에 대한 칼 마르크스의 비판은 자본의 구조가 진정으로 여가에 도달하는 사람들과 충돌하는 것으로 보았다. 여가의 기초는 경제와 정치에 뿌리를 두고 있으며 그것들도 얽혀 있다. 보다 사회주의적인 접근 방식과는 대조적으로, 많은 사람들은 여가 시간을 비 생산성에 대한 변명으로 그리고 당신이 여가를 누릴 자격이 없는 것으로 간주할 것이다. 달성해서는 안되지만 경제학에 방해가되어서는 안된다. 그 안에 마르크스의 이론이 관련성이 있을 뿐만 아니라 그의 시대에 대한 그의 비판이 오늘날까지도 사실 일 수 있다는 구조가 현재에 존재한다. 자본주의에 대한 마르크스의 비판은 노동자 착취에 뿌리를 두고있다. 노동자와의 갈등으로 계급 전쟁이 벌어지고 있다. 마르크스와 엥겔스 독자에서 마르크스주의의 저작과 이론, '자유의 영역'과 '필수 영역'에 대한 개관은 당시 새로운 개념 이었기 때문에 많이 정교화되었다. 자유의 영역은 여가의 진정한 정의이며, 욕구와 즐거움을 위한 활동을 포함한다. 살아남고, 일하고, 먹고, 잠을 사는 것은 필수 영역이다.

## 연구
시간이 지남에 따라 여가 연구의 강조는 일과 여가 관계, 특히 잘 연구 된 대다수의 경우에서 소수 민족과 여가와 문화의 관계에 대한 연구로 바뀌었다. Marshall Gordon 은 여가 연구에 형식과 역사-이론의 두 가지 접근 방식이 있다고 언급했다. 공식적인 접근 방식은 개인의 라이프 사이클에 걸친 여가 패턴의 변화, 여가와 일의 관계, 특정 형태의 여가 (예 : 스포츠 사회학)와 같은 경험적 질문에 초점을 맞춘다.  역사적-이론적 접근은 종종 구조적 기능 주의적 관점과 신 마르크스 주의적 관점에서 여가와 사회적 변화 사이의 관계를 연구한다.  Sheila Scraton 은 북미와 영국 연구를 비교하는 다른 분석을 제공했다.  영국의 접근 방식은 다원주의, 비판적 마르크스주의, 페미니즘의 의견에 초점을 맞추고 있다. 미국의 접근 방식은 사회 심리적 전통에 집중하고 있다.  Rhona와 Robert Rapoport는 많은 국가에서 일하는 삶의 균형과 불평등을 연구하고 이 분야에서 많은 책을 썼으며 관행을 바꾸는 정책과 입법에 영향을 미쳤다.
가족의 틀 안에서 여가 시간은 주말 작업 중 가족의 효과를 측정하기 위해 연구되었다. 발견된 것은 부모가 주말에 일해야하는 가족이 특히 아이들에게 부정적인 영향을 미쳤다는 것이다. 주말에 일해야했던 많은 부모들이 교육 수준이 낮고 소득이 낮다고 기록되었다. 이것은 가족과 사회에 영향을 미칠 수 있다. 자녀가 부모와 함께 있을 수없고, 부모가 더 많은 시간을 할애 할 수 없는 경우, 자녀를 볼 수없는 것은 건강에 광범위한 영향을 미친다. 지속적인 일의 상태에 있는 스트레스는 말할 것도 없다.
여가 시간에는 다양한 형태가 있으며 항상 논쟁이 될 수 있다. 그러나 영화를 오락의 한 형태로 보는 사람들에게는 몇 가지 이점을 얻을 수 있다. 혼자 또는 친구와 함께 영화를 보러가는 것은 건강과 웰빙을 향상시킬 수 있다.

## 결과
많은 사회 학자들은 주어진 유형의 여가 활동이 소득, 직업 또는 교육과 같은 사회 경제적 변수에 의해 가장 쉽게 설명될 수 있다고 가정했다. 이것은 예상보다 적은 결과를 낳았다. 소득은 그러한 활동에 지출된 총 금액과 관련이 있지만 한편으로는 어떤 유형의 활동이 적절한지 결정할 뿐이다.  대부분의 직업이 개인의 소득에 큰 영향을 미치기 때문에 직업은 비슷한 효과를 나타낸다. (예 : 명문 직업의 회원 자격과 골프 또는 요트와 같은 컨트리 클럽 활동은 상당한 상관 관계가 있지만 해당 직업의 회원 자격과 높은 소득도 마찬가지이다. 비용이 많이 드는 활동)  교육은 다양한 여가 활동을하는 것과 관련이 있으며 더 높은 헌신과 관련이 있다.  Kelly가 언급했듯이 사회 경제적 지위를 기반으로 한 사람의 여가 행동을 예측하는 것은 거의 불가능히다.
반면 여가 활동의 유형은 개인의 즉각적인 상황, 즉 가족이 있는지, 근처에 레크리에이션 시설이 있는지 여부, 연령에 따라 크게 영향을받는다. 특히 사회적 여가 활동과 관련된 초기 가족 영향은 심오 할 수 있다.  여가 활동의 유형은 또한 개인의 라이프 사이클에서 현재 위치에 따라 다르다.
여가에 대한 사회학적 연구의 구체적인 발견은 존 로빈슨의 1970년대 후반 미국 여가 연구에 의해 설명된다. 로빈슨은 미국인들이 평일에 평균 4시간의 여가 시간을 가지며 주말에는 그 이상의 여가 시간 (토요일 6시간, 일요일 거의 8시간)을 갖는다는 사실을 발견했다. 여가 시간은 나이, 일, 결혼 및 자녀에 따라 감소한다. 그러나 자유 시간은 개인의 부에 크게 의존하지 않는다.  사람들은 경제적 미래가 불확실하거나 자신의 직업이 주요 관심사인 경우 자유 시간을 더 적게 원한다.  20세기 후반에는 텔레비전 시청이 주요 여가 활동이되었으며, 다른 활동에 전념하는 시간이 크게 줄어 들었다. 1970년대 초에 미국인들은 평균적으로 하루에 4시간의 여가를 보냈고 그중 1.5시간을 텔레비전을 보았다. 공유 여가 활동은 결혼 만족도를 높인다.

## 시사점
증가하는 디지털 시대와 증가하는 기술 속에서, 우리의 오락의 형태는 바뀌었다. 아마 그렇게 될 것이다. 자동화는 증가하는 관심사였고 아마도 더 많은 여가 시간을 허용하는 도구로서 기술을 바라보는 마르크스주의적인 시각이 승리할 것이다. 한편 노동자들은 권력을 잃는 것보다 권력을 얻기 위해 오랜 싸움을 해왔다. 대부분의 구조에서 그렇듯이, 당신이 가지고 있는 여가 시간은 인종에 의해 결정될 수 있다. 사회가 등장하면서 진화했듯이, 계층화된 시스템을 유지해온 구조는 크게 변하지 않았다. 여가를 처음부터 제자리걸음을 하고 있는 제도와 동등하게 배분하려면, 검토가 필요할 수 있다.

## 기타
^ 
20세기 후반 이전에는 여가에 대한 사회학적 연구가 거의 없었다. 가장 초기이자 가장 유명한 작품중 하나는 Thorstein Veblen의 The Theory of the Leisure Class (1899)였다.

## 같이 보기
- 인터넷 사회학

## 참고 자료
- Bennet M. Bergero, "여가의 사회학 : 몇 가지 제안", 산업 관계 : 경제 및 사회 저널, vol. 1, 2 호, 2008년 5월, pp. 31 ~ 45.
- Tony Blackshaw, 여가 생활 : 신화, 남성 성 및 현대성, Routledge, 2003,ISBN 0-415-27072-3 .
- József Böröcz, " 레저 마이그레이션. 관광에 관한 사회학적 연구 . " Elsevier Science, 1996. 0-080-42560-7
- Neil H. Cheek, Jr., "비일의 사회학으로", The Pacific Sociological Review, vol. 14, 아니. 1971년 7월 3일, pp. 245–258. JSTOR
- C. Critcher, Peter Bramham, Alan Tomlinson, 레저 사회학 : 독자, Taylor & Francis, 1995,ISBN 0-419-19420-7
- Joffre Dumazedier, 레저 사회학, Elsevier Scientific Publishing Company, 1974,ISBN 0-444-41226-3 .
- Joffre Dumazedier, Towards a Sociology of Leisure, Macmillan, 1967년.
- John R. Kelly, "여가 사회학의 대위법", 여가 과학, vol. 14, 3 호, 1992, pp. 247–53.
- John Robert Kelly, Geoffrey Godbey, The Sociology of Leisure, Venture Pub., 1992,ISBN 0-910251-56-8 .
  - 위의 책 검토 : Margaret Carlisle Duncan, "여가의 사회학" , 레저 연구 저널, vol. 25, 아니. 4, 1993년 가을. 온라인
- Stanley R. Parker, Leisure and Work, Allen & Unwin, 1985.
- Orlov Alexandr S. The Sociology of Recreation, Nauka, Moscow, 1995,ISBN 5-02-013607-7 .
- Gilles Pronovost, 여가 사회학. Trend Report, Sage Publications, 1998.
- Rhona Rapoport 및 Robert N. Rapoport, "여가 사회학의 네 가지 주제" , 영국 사회학 저널, vol. 25, 아니. 1974년 6월 2일, pp. 215 ~ 29. JSTOR
- Kenneth Roberts, Leisure in Contemporary Society, CABI, 2006,ISBN 1-84593-069-X
- Chris Rojek, "레저 및 관광", Craig J. Calhoun, Chris Rojek, Bryan S. Turner, 편집, The Sage Handbook of Sociology, SAGE, 2005,ISBN 0-7619-6821-0 .
- Chris Rojek, Decentring Leisure : Rethinking Leisure Theory, SAGE, 1995,ISBN 0-8039-8813-3 .
- Snape, R. and Pussard, H. '전쟁 간 영국 여가 이론'여가 연구, 2013, 32 (1) pp. 1 ~ 18.
- Stebbins, Robert A. "진지한 여가 : 우리 시대에 대한 관점." New Brunswick, NJ : Transaction, 2007 (새로운 서문이 포함된 문고판, 2015).
- Stebbins, Robert A. "여가의 아이디어 : 첫 번째 원칙." 뉴 브런 즈윅, 뉴저지 : 거래, 2012.
- 마르크스-엥겔스 독자. 뉴욕 : Norton, 1978. 인쇄.
- Craig, L., & Brown, JE (2014). 가족 및 친구와 함께하는 주말 작업 및 여가 시간 : 누가 놓치나요? 결혼 및 가족 저널, 76 (4), 710-727. doi : 주말 일과 가족 및 친구와의 여가 시간 : 누가 놓치나요?
- Corbalán, J, et al. “건강과 영화. 건강한 여가 프로필.” 성격과 개인차, vol. 60, 2014, p. S58.